# Liste der Generalgouverneure von Grenada
Tabellarische Liste der Generalgouverneure von Grenada.

Flagge des Generalgouverneurs von Grenada

| Name                   | Lebensdaten | Amtszeit                             |
| ---------------------- | ----------- | ------------------------------------ |
| Sir Leo de Gale        | 1921–1986   | 7. Februar 1974 – 30. September 1978 |
| Sir Paul Scoon         | 1935–2013   | 30. September 1978 – 6. August 1992  |
| Sir Reginald Palmer    | 1923–2016   | 6. August 1992 – 8. August 1996      |
| Sir Daniel Williams    | 1935–2024   | 8. August 1996 – 18. November 2008   |
| Sir Carlyle Glean      | 1932–2021   | 27. November 2008 – 7. Mai 2013      |
| Dame Cécile La Grenade | * 1952      | 7. Mai 2013 – amtierend              |